# Witalij Złotnikow
Witalij Markowicz Złotnikow (ros. Виталий Маркович Злотников; ur. 20 listopada 1934 w Woroneżu,  zm. 19 listopada 2000 w Dmitrowie) – radziecki pisarz, autor książek dla dzieci, poeta. W animacji współpracował m.in. z reżyserami Władimirem Arbiekowem, Leonidem Kajukowem i Wiaczesławem Kotionoczkinem.
Najbardziej znany z wykreowania postaci Kotka – bohatera filmu rysunkowego Kotek z ulicy Liziukowa (Котёнок с улицы Лизюкова). Na jego cześć w 2003 roku postawiono Pomnik Kotka na ulicy Generała Liziukowa w Woroneżu.

## Wybrane scenariusze filmowe
- 1973: Piotruś i Reks (Мы с Джеком)
- 1978: Prezent dla najsłabszego (Подарок для самого слабого)
- 1981: Urodziny babci (День рождения бабушки)
- 1984: Co potrafisz? (А что ты умеешь?)
- 1988: Kotek z ulicy Liziukowa (Котёнок с улицы Лизюкова)